# Мішкенот Ша'ананім

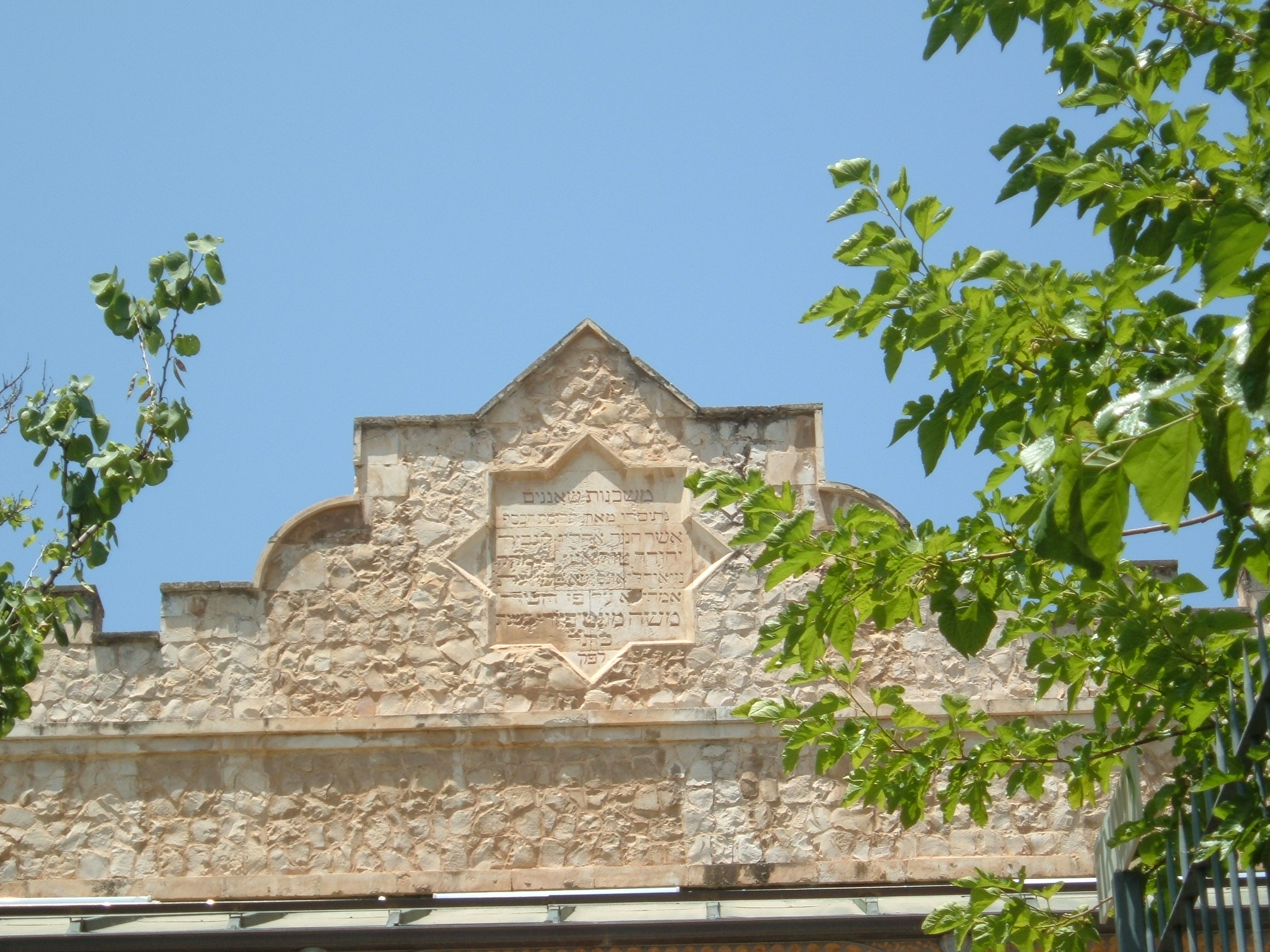
Пам'ятна дошка на честь Джуди Туро на стіні будинку Мішкенот Ша'ананім

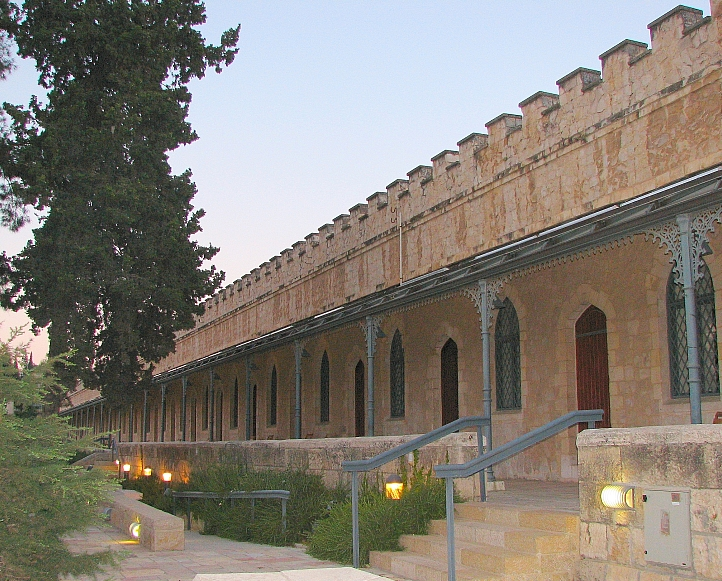
Готель Мішкенот Ша'ананім, відреставрована історична будівля

Мішкенот Ша'ананім (івр. משכנות שאננים, букв. «спокійні місця») — перший єврейський квартал, за межами стін Старого міста в Єрусалимі, на пагорбі прямо навпроти гори Сіон. Збудований у 1859—1860 роках, є одним із перших комплексів, побудованих за межами Старого міста, серед інших — Керем Аврагам, сиротинець Шнеллера, протестанська школа єпископа Самуеля Ґобата та Російське подвір'я.

## Історія

### Османський період
Мішкенот Ша'анім побудував британський єврейський банкір і філантроп, сер Мозес Монтефіоре, в 1860 році. Для цього він придбав землю у губернатора Єрусалиму Ахмада Аґи Дуздара. Квартал звели як соціальне житло за кошти американського єврейського бізнесмена з Нового Орлеана Джуда Туро. Квартал був за межами стін міста, а отже, не був захищеним від бедуїнських набігів, мародества та загалом бандитизму, що саме розквітло у регіоні в той час, євреї не хотіли переїжджати туди, навіть незважаючи на те, що житло було розкішним у порівнянні з занедбаними й перенаселеними будинками у Єврейському кварталі Старого міста. Щоб мотивувати людей, їм навіть платили за проживання у кварталі, а навколо комплексу спорудили кам'яну стіну з важкими дверима, які на ніч зачинялися. Назва кварталу була взята з Книги Ісаї: «І осяде наро́д мій у мешка́нні спокі́йнім, і в безпечних місця́х, і в спокійних місцях відпочи́нку» (Іс. 32:18). Пізніше квартал став частиною району Ємін Моше, заснованого у 1892—1894 роках.

### Йорданський період
Після арабо-ізраїльської війни, коли Старе місто захопив Арабський легіон, Мішкенот Ша'ананім межував з нічийною землею поблизу лінії перемир'я з Йорданським королівством, і багато жителів покинули район після снайперських атак йорданських арабських легіонерів.

### Відновлення після 1967 року
Нічийну землю, що межує з Мішкенот Ша'ананім, Ізраїль захопив під час війни 1967 року разом з рештою Східного та Старого Єрусалиму..
1973 року Мішкенот Ша'ананім перетворили в елітний готельний комплекс для всесвітньовідомих авторів, художників і музикантів, які відвідують Ізраїль. Окрім готелю, там є конференц-центр і будинок Єрусалимського музичного центру. Музичний центр відкрив Пабло Касальс незадовго до його смерті.
1997 тут відкрили Єрусалимський центр етики. Їцхак Замір очолював його правління після виходу на пенсію з посади судді Верховного суду Ізраїлю в 2001 році.

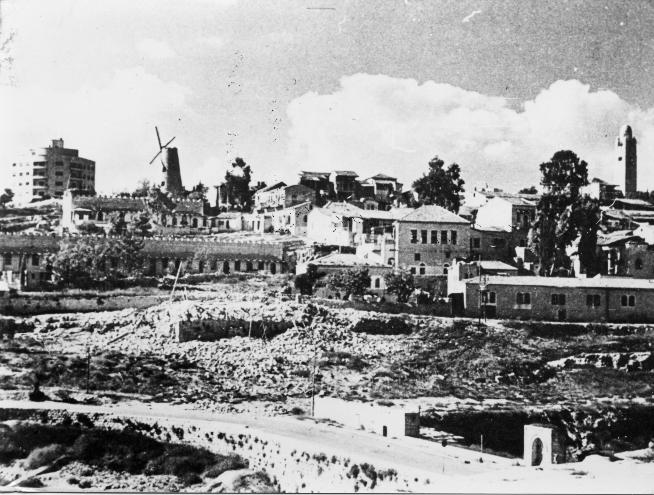
Квартал Монтефіоре — Мішкенот Ша'ананім (1948)
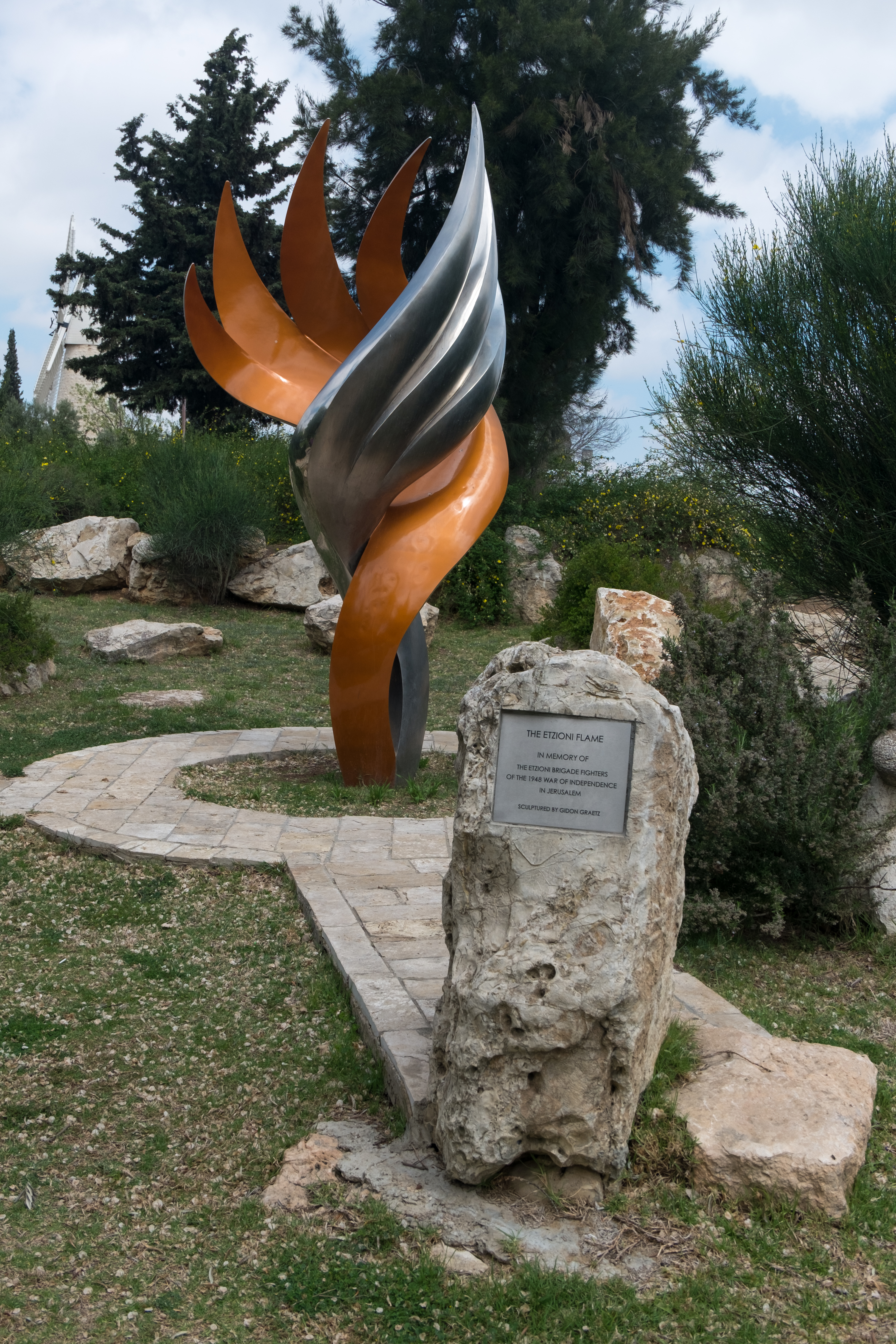
Пам'ятник «Полум'я Еціоні»
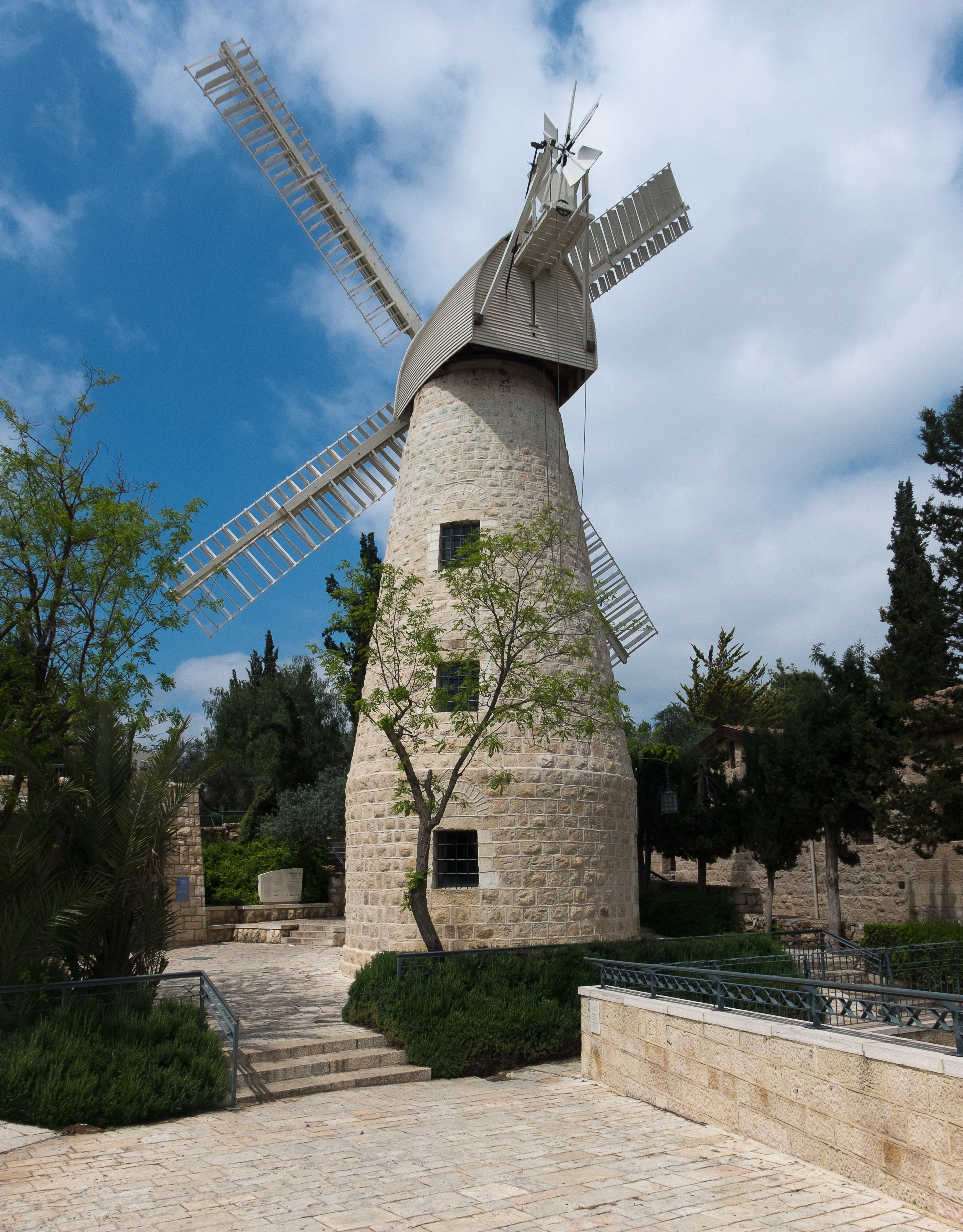
Вітряк Монтефіоре
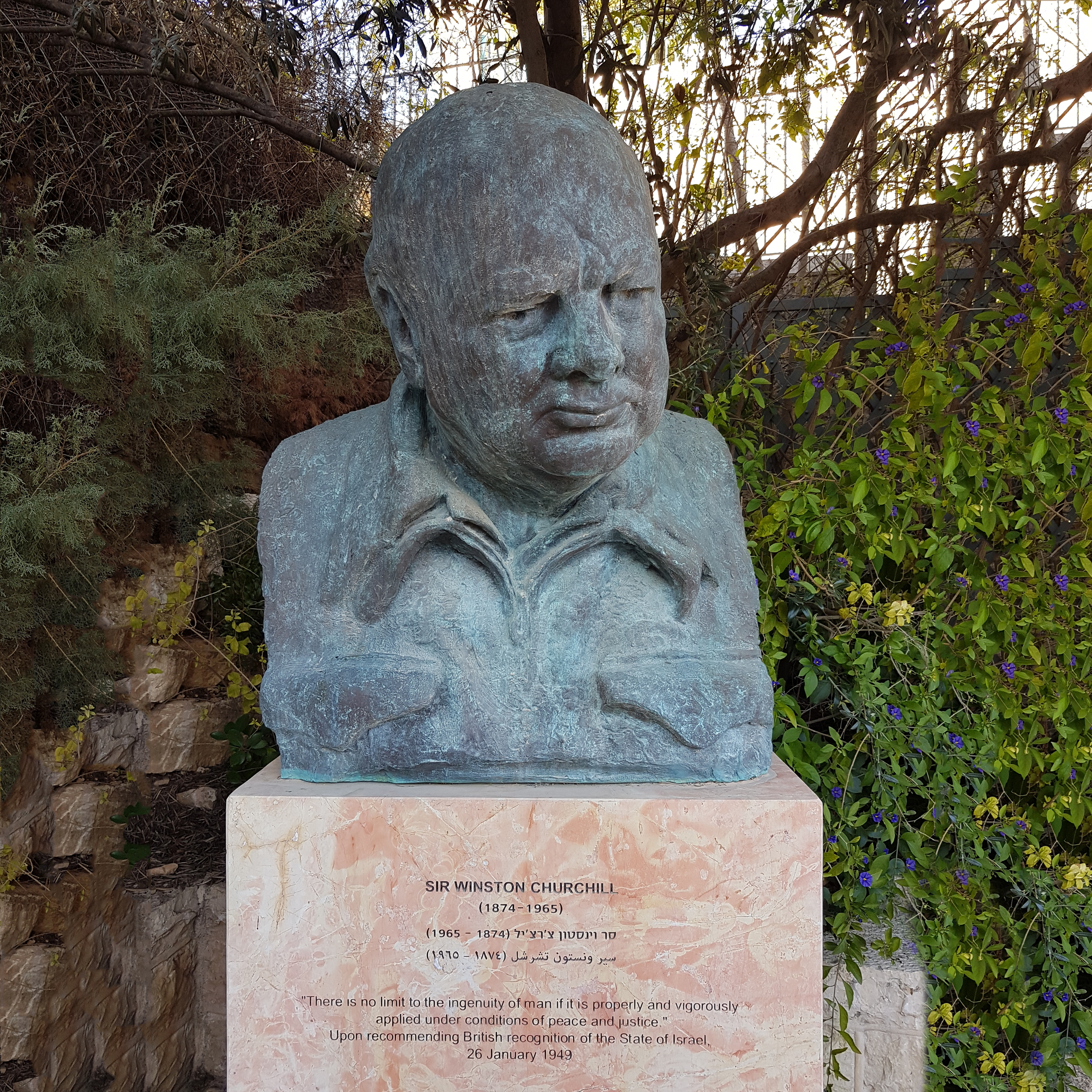
Статуя Вінстона Черчілля Оскара Немона (2002)
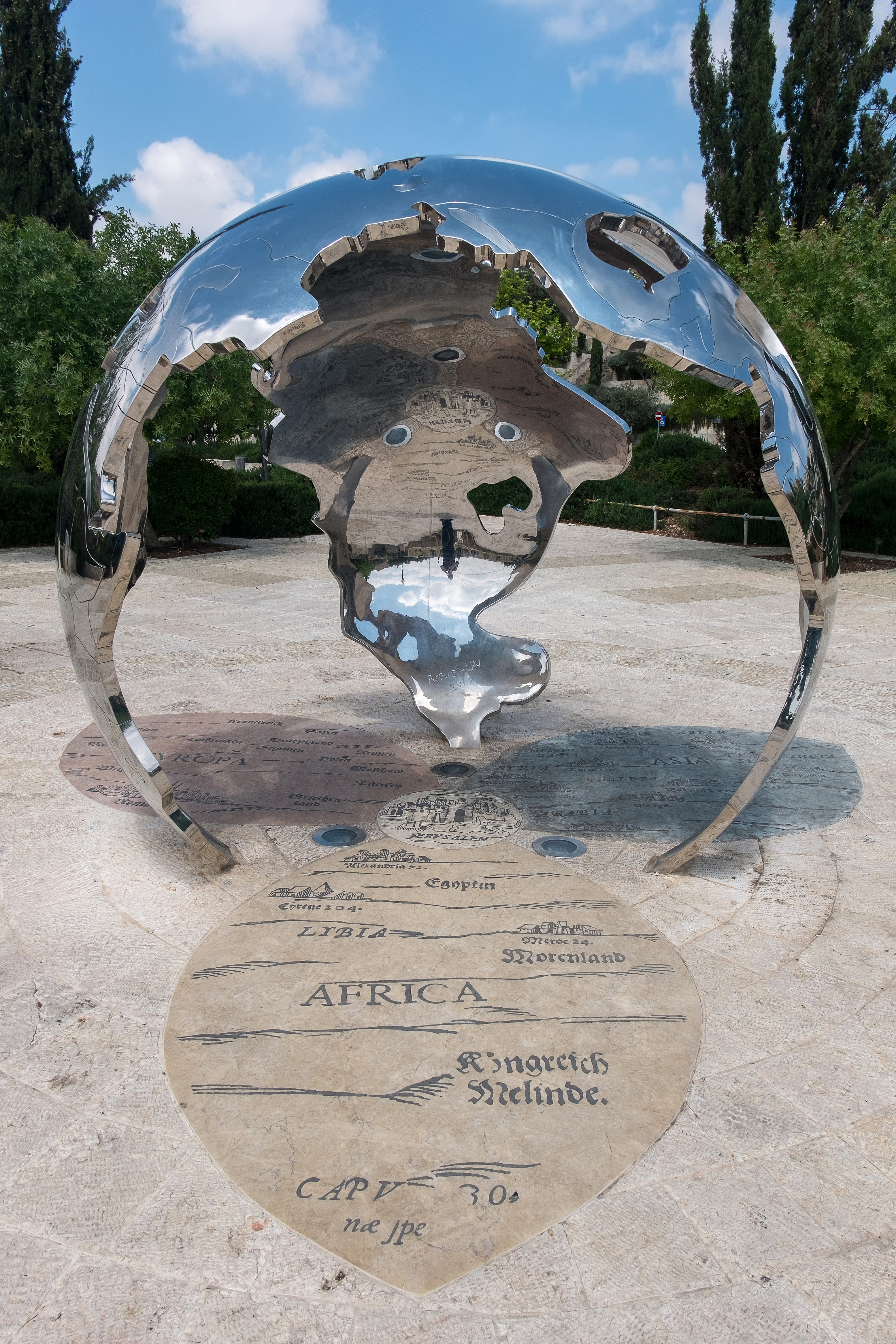
«Єрусалим як центр світу» Девіда Броєр-Вайля (за картою світу Генріха Бюнтінга), парк Тедді Коллека (2016)